# 愛知サマーセミナー

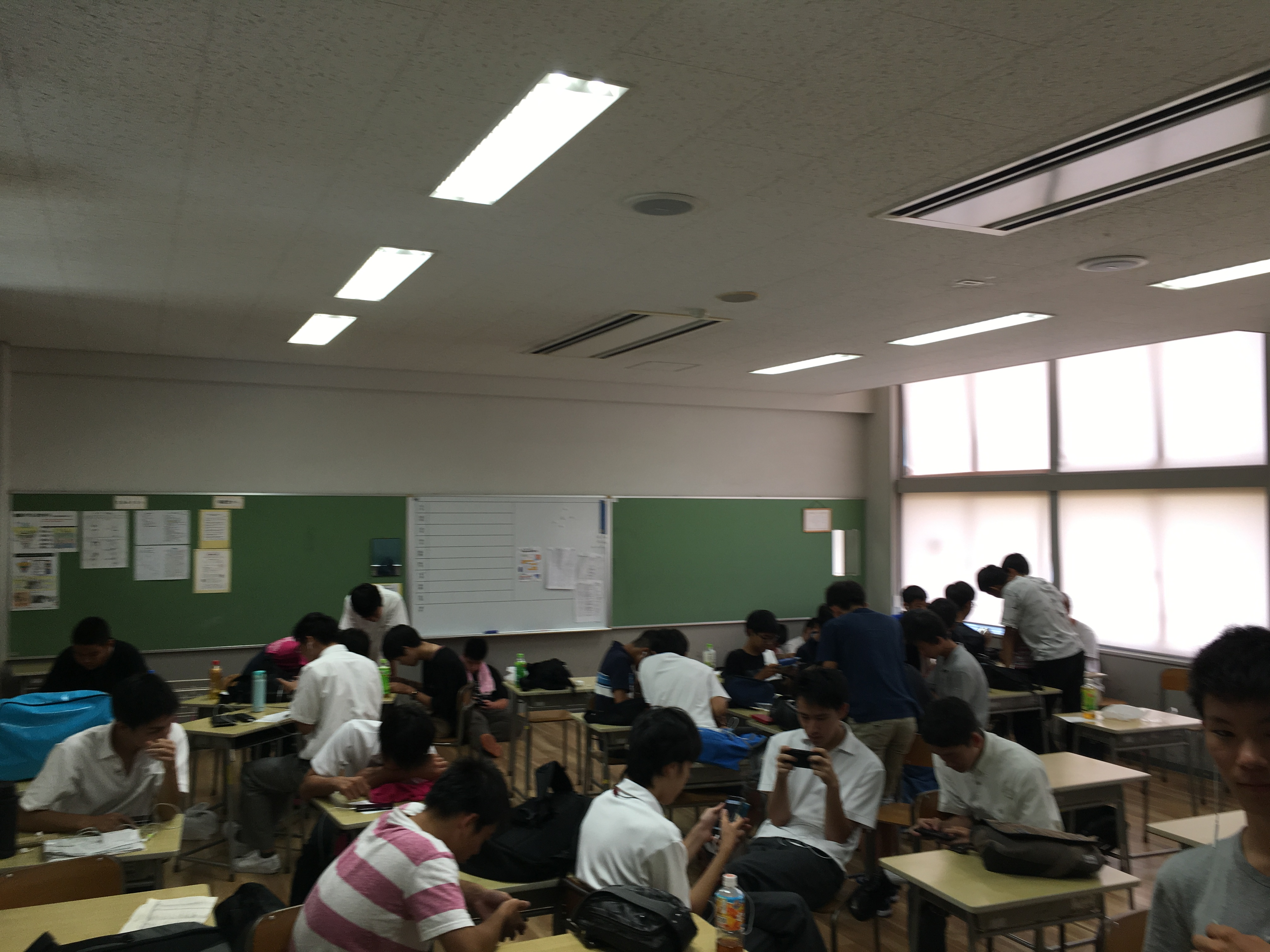
講座風景(荒野行動頂上決戦)

愛知サマーセミナー（あいちサマーセミナー）は、愛知県において毎年7月に行われている公開講座。通称サマセミ。後述するように、1996年の第8回が同県安城市と1998年の第10回が同県豊橋市で実施された以外は、名古屋市内の会場で行われている。

## 概要
愛知サマーセミナーは1988年から愛知県で開催されている市民参加型セミナー。「誰でも先生になれる」、「誰でも生徒になれる」を特徴としている。
初回の1988年は発案者の社会科の先生3人が8講座を行った。この年は「社会科セミナー」の名称で行われた。翌年の1989年以降、外部の著名人にセミナーの校長を委嘱して愛知県内各地の学校を会場にする現在のサマーセミナー方式となったので、この回が第1回となっている。
1992年の第4回大会からは　教師だけでなく高校生の父母などの一般の人も講座を持てる現在の形になった。このとき市民講師の応募に110人が応じたが、生徒の希望が多かった28人の講師が選ばれ、講座を開いたという。
2018年は30回目を迎え7月14-16日の3日間開催された。
イベントの運営については愛知サマーセミナー実行委員会が担うが、そのメンバーは愛知県内の私立中学校・高等学校の教職員・生徒・その父母らにより構成されている。公式サイトにおいては、7万人規模のイベントの事前準備から当日運営までの全てがボランティアスタッフにより賄われていることが大きな特色であると紹介している。
会場は毎年展開する学校を変えて開催されている。また、各回において有名人を「校長」として招聘している。歴代の会場と校長については、以下の各回概要において示す。

## 各回概要

### 第0回（1988年）
- 会場 - 名古屋市婦人会館[公式 1]（中区）
- 講座数 - 8講座[公式 1]
- 参加者数 - 180人[公式 1]
  - 私学高校の社会科教員の有志により行われた[3]。このときは「社会科セミナー」として開催された[公式 1]。

### 第1回（1989年）
- 会場 - 市邨学園高校・中学校[公式 1]（千種区）
- 校長 - 寺内義和[公式 1]
- 講座数 - 72講座[公式 1]
- 参加者数 - 4,411人[公式 1]
  - 前年に開催された「社会科セミナー」を発展させ、全教科によるイベントに変更して行われた[3]。

### 第2回（1990年）
- 会場 - 名古屋大谷高等学校[公式 1]（瑞穂区）
- 校長 - 江森陽弘[公式 1]
- 講座数 - 123講座[公式 1]
- 参加者数 - 6,798人[公式 1]

### 第3回（1991年）
- 会場 - 中京大学附属中京高等学校[公式 1]（昭和区）
- 校長 - 佐々波秀彦[公式 1]
- 講座数 - 135講座[公式 1]
- 参加者数 - 5,099人[公式 1]

### 第4回（1992年）
- 会場 - 同朋高等学校[公式 1]（中村区）
- 校長 - ジェームス三木[4]
- 会期 - 7月23日から26日（4日間）[新聞 3]
- 講座数 - 260講座[新聞 4]
- 参加者数 - 10,626人[公式 1]
  - この回より、一般市民や保護者、生徒による講座が開講されることとなり、全260講座となった[新聞 4]。
  - イベント開催前の5月15日時点では会場として名古屋大学または愛知大学の名前が挙げられていた[新聞 5]。しかし、名古屋大学は、文部省の規定などを理由にして会場の提供を断ったという[5]。
  - ザ・ブルーハーツによる屋外コンサートが大正橋緑地において行われたが、このイベントに限っては運営協力券の名目で1000円の入場料が設定されたという[新聞 3]。主催者発表によれば、このコンサートだけで7500人が来場したという[新聞 4]。
  - また、この回では企画として「難民に缶詰百万個を送る」という取り組みが行われた[新聞 1]。この企画はイベント終了後の同年8月30日に「難民に送る缶詰百万個の会」へと発展した[新聞 6]。最終的には33万個の缶詰が全国から寄せられることとなった[新聞 7]。

### 第5回（1993年）
- 会場 - 東邦高等学校[公式 1]（名東区）
- 校長 - 安斎郁郎[公式 1]
- 講座数 - 224講座[公式 1]
- 参加者数 - 9,464人[公式 1]
- この回では20の私立高校の生徒2625人に事前アンケートをとり、講義のテーマを設定した上で、そのテーマについて教えられる市民を募集するという形が採用された[新聞 8]。

### 第6回（1994年）
- 会場 - 愛知淑徳中学校・高等学校[公式 1]（千種区）
- 校長 - 石川文洋[公式 1]
- 講座数 - 266講座[公式 1]
- 参加者数 - 11,320人[公式 1]

### 第7回（1995年）
- 会場 - 名古屋経済大学高蔵高等学校・中学校[公式 1]（熱田区）
- 校長 - 五木寛之[公式 1]
- 講座数 - 333講座[公式 1]
- 参加者数 - 16,112人[公式 1]

### 第8回（1996年）
- 会場 - 安城学園高等学校[公式 1]（安城市）
- 校長 - 河野美代子[3]
- 講座数 - 406講座[公式 1]
- 参加者数 - 16,239人[公式 1]
  - スローガンとして「1万人でつくる夢の学校」を打ち出し、406講座（うち生徒55講座、保護者38講座、市民82講座）を展開し、16000人の参加があったという[3]。
  - 講座としては、校長として招聘された河野美代子による特別講座「性と生を考える」、愛知県西尾市中学生いじめ自殺事件の自殺生徒の父親も参加して行われた「徹底討論いじめ」などが行われた[3]。また、会場外では岐阜県可児市にある地下壕を見学する「強制連行の現場を訪ねる」と題したフィールドワークも行われた[3]。

### 第9回（1997年）
- 会場 - 東海女子高等学校[公式 1]（天白区）
- 校長 - 日高畝隆[公式 1]
- 講座数 - 571講座[公式 1]
- 参加者数 - 20,460人[公式 1]

### 第10回（1998年）
- 会場 - 桜丘中学校・高等学校[公式 1]（豊橋市）
- 校長 - 西澤潤一[公式 1]
- 講座数 - 851講座[公式 1]
- 参加者数 - 37,130人[公式 1]

### 第11回（1999年）
- 会場 - 東邦高等学校・愛知淑徳高校・中学校[公式 1]（名東区）
- 校長 - 山田洋次[公式 1]
- 講座数 - 666講座[公式 1]
- 参加者数 - 20,476人[公式 1]

### 第12回（2000年）
- 会場 - 同朋高等学校[公式 1]（中村区）
- 校長 - 児玉隆夫[公式 1]
- 講座数 - 880講座[公式 1]
- 参加者数 - 25,000人[公式 1]

### 第13回（2001年）
- 会場 - 椙山女学園高校・中学校・小学校・幼稚園[公式 1]（千種区）
- 校長 - 井上ひさし[公式 1]
- 講座数 - 907講座[公式 1]
- 参加者数 - 28,000人[公式 1]

### 第14回（2002年）
- 会場 - 市邨高校・中学校、東海高校・中学校[公式 1]（千種区・東区）
- 校長 - 有森裕子[公式 1]
- 講座数 - 885講座[公式 1]
- 参加者数 - 25,500人[公式 1]

### 第15回（2003年）
- 会場 - 中京大学・中京大学附属中京高校・興正寺[新聞 9]（昭和区）
- 校長 - 養老孟司[公式 1]
- 会期 - 7月19日から22日（4日間）[新聞 9]
- 講座数 - 792講座[公式 1]
- 参加者数 - 31,500人[公式 1]

### 第16回（2004年）
- 会場 - 愛知高校・中学校[公式 1]（千種区）
- 校長 - 浅井慎平・東ちづる[公式 1]
- 講座数 - 1,074講座[公式 1]
- 参加者数 - 38,500人[公式 1]

### 第17回（2005年）
- 会場 - 東海学園高等学校[公式 1]（天白区）
- 校長 - 小柴昌俊[公式 1]
- 講座数 - 1,013講座[公式 1]
- 参加者数 - 35,000人[公式 1]

### 第18回（2006年）
- 会場 - 南山大学・南山短期大学・南山高校・南山中学校[公式 1]（昭和区）
- 校長 - 中坊公平[公式 1]
- 講座数 - 1,019講座[公式 1]
- 参加者数 - 36,500人[公式 1]

### 第19回（2007年）
- 会場 - 名経大高蔵高校・中学校、名古屋市立大学、名古屋市立瑞穂ヶ丘中学校、御劔小学校、雁道商店街[公式 1]（瑞穂区）
- 校長 - 羽生善治[公式 1]
- 講座数 - 1,066講座[公式 1]
- 参加者数 - 35,000人[公式 1]
  - この回より私立高校の会場以外にも、市立大学および市立学校の会場提供を受けるようになる[公式 1]。

### 第20回（2008年）
- 会場 - 愛知淑徳高校・中学校、名古屋市立東星中学校、椙山女学園大学他[公式 1]（千種区）
- 校長 - 滝田栄[公式 1]
- 講座数 - 1,138講座[公式 1]
- 参加者数 - 40,000人[公式 1]

### 第21回（2009年）
- 会場 - 同朋大学・名古屋音楽大学・名古屋造形大学・同朋高等学校、名古屋市立豊正中学校[公式 1]（中村区）
- 校長 - 小管正夫[公式 1]
- 講座数 - 1,329講座[公式 1]
- 参加者数 - 43,000人[公式 1]
  - さかなクンが登壇した[新聞 10]。

### 第22回（2010年）
- 会場 - 椙山女学園山添キャンパス（高等学校・中学校・小学校）、愛知学院大学歯学部付属病院、揚輝荘など[公式 1]（千種区）
- 校長 - 山田太一[公式 1]
- 講座数 - 1,400講座[公式 1]
- 参加者数 - 50,000人[公式 1]

### 第23回（2011年）
- 会場 - 東海中学校・高等学校、名古屋経済大学市邨中学校・高等学校・愛知大学車道キャンパス[新聞 11]（東区・千種区）
- 校長 - 川口淳一郎[公式 1]
- 会期 - 7月16日から18日（3日間）[新聞 11]
- 講座数 - 1,350講座[新聞 11]
- 参加者数 - 53,000人[公式 1]
  - 中日新聞は、登壇者には川口淳一郎のほかに岸惠子・亀井静香・佐藤優などがあったと報じている[新聞 11][6]。

### 第24回（2012年）
- 会場 - 愛知東邦大学・東邦高校[公式 1]（名東区）
- 校長 - 篠原久典[公式 1]
- 講座数 - 1,570講座[公式 1]
- 参加者数 - 55,000人[公式 1]

### 第25回（2013年）
- 会場 - 南山大学・南山高等学校・中学校・小学校[公式 1]（昭和区）
- 校長 - 為末大[公式 1]
- 講座数 - 2,000講座[公式 1]
- 参加者数 - 62,000人[公式 1]

### 第26回（2014年）
- 会場 - 名古屋経済大学高蔵高等学校・中学校・名古屋大谷高等学校・名古屋市立大学・名古屋市立瑞穂ヶ丘中学校・名古屋市立御劔小学校・雁道商店街[公式 1]（瑞穂区）
- 校長 - 山崎直子[公式 1]
- 講座数 - 2,055講座[公式 1]
- 参加者数 - 66,000人[公式 1]

### 第27回（2015年）
- 会場 - 愛知淑徳高校・中学、椙山女学園大学、東星中学校、星ヶ丘小学校、星が丘テラス他[公式 3]（千種区）
- 校長 - 倉本聰

### 第28回（2016年）
- 会場 - 東海学園大学・高等学校他[公式 4]（天白区）
- 校長 - 松原武久[7]
- 沖縄戦の経験を語り、戦争の悲惨さを訴えた[新聞 12]

### 第29回（2017年）
- 会場 - 同朋大学、同朋高等学校、名古屋音楽大学　他[公式 5]（中村区）
- 校長 - 益川敏英
- 会期 - 7月15日から17日（3日間）[公式 5]
- 講座数 - 2,120講座[公式 5]
  - 原爆投下後の広島の惨事を描いた映画[新聞 13]

### 第30回（2018年）

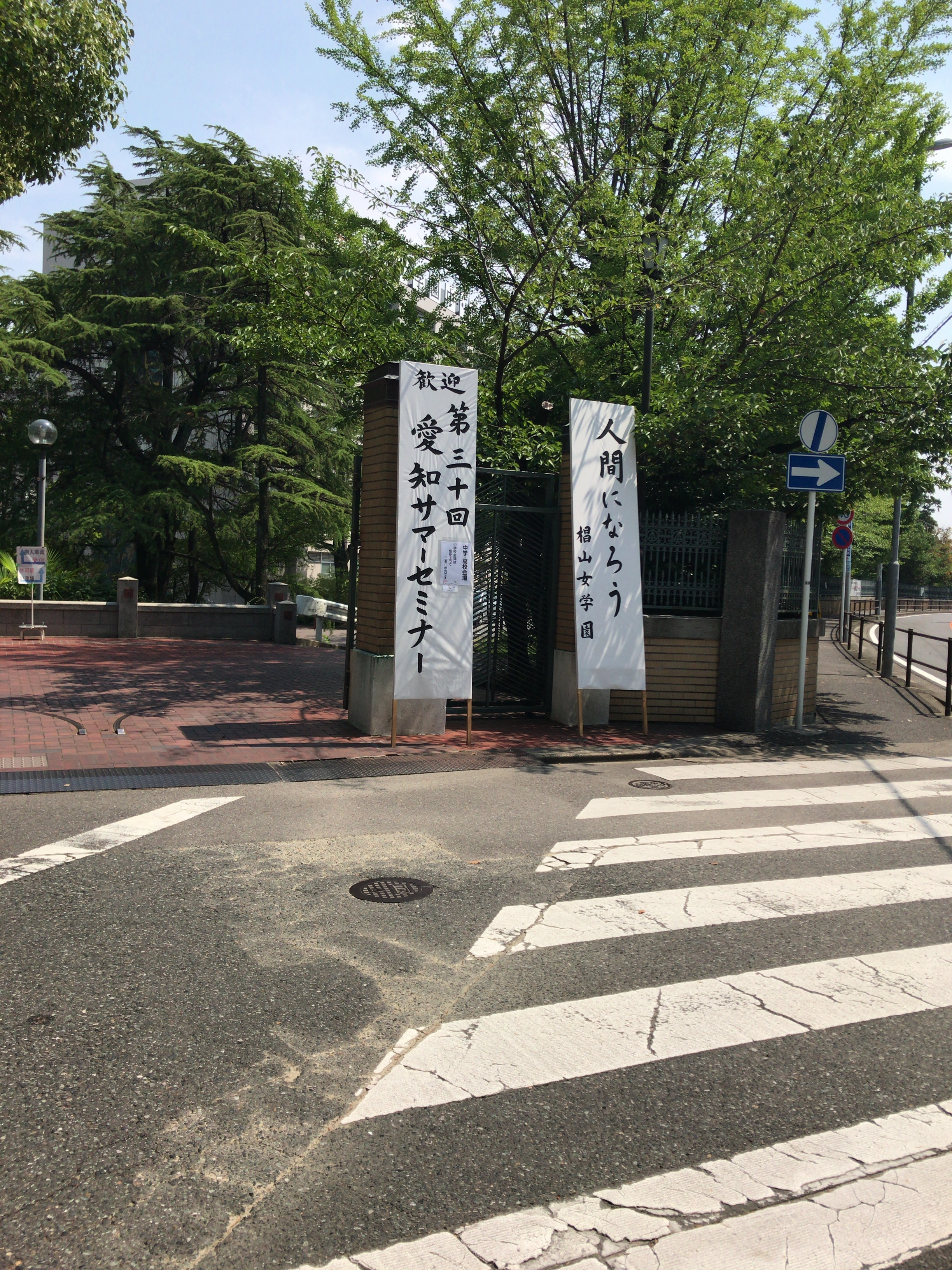
2018年の愛知サマーセミナーの入口

- 会場 - 椙山女学園大学、椙山女学園高等学校・中学校 他[公式 6]（千種区）
- 校長 - 佐藤康光
- 会期 - 7月14日から16日（3日間）[公式 6]
- 講座数 - 2,124講座[公式 7]
  - 佐藤康光9段による将棋講座[8]
  - 毎日新聞は16日に椙山小学校会場で開かれたLGBT当事者が登壇した講座を報じている[新聞 14]。

## 関連イベント
類似イベントとして公式サイトでは、2002年から同じく名古屋市内の東海中学校・高等学校において実施されているサタデープログラム、2005年から奈良市で行われている「奈良サマーセミナー」、2006年から神奈川県相模原市において行われる「夏休み みんなの一日大学」、2007年から愛知県日進市で行われている「ともまなびセミナー」、宮城県仙台市の「オータムセミナー」、茨城県水戸市の「あしたの学校」、東京都渋谷区の「シブヤ大学」、福島県会津若松市の「会津エンジン」、2015年から兵庫県尼崎市で実施されている「みんなのサマーセミナー」を挙げている。

### WEB
1. 1 2  “今年のサマセミ案内”.   愛知サマーセミナー実行委員会. 2018年7月16日閲覧。
2. ↑  愛知サマーセミナー公式サイト
3. ↑  愛知サマーセミナー公式サイト　歴史
4. ↑  “全国に広がるサマセミ”.   愛知サマーセミナー実行委員会. 2018年7月16日閲覧。

#### 公式サイト
1. 1 2 3 4 5 6 7 8 9 10 11 12 13 14 15 16 17 18 19 20 21 22 23 24 25 26 27 28 29 30 31 32 33 34 35 36 37 38 39 40 41 42 43 44 45 46 47 48 49 50 51 52 53 54 55 56 57 58 59 60 61 62 63 64 65 66 67 68 69 70 71 72 73 74 75 76 77 78 79 80 81 82 83 84 85 86 87 88 89 90 91 92 93 94 95 96 97 98 99 100 101 102 103 104  “愛知サマーセミナーの歴史”.   愛知サマーセミナー実行委員会. 2018年7月16日閲覧。
2. ↑  “運営はボランティア”.   愛知サマーセミナー実行委員会. 2018年7月17日閲覧。
3. ↑  “愛知サマーセミナー:::みんなでつくる夢の学校（2015)”. www.samasemi.net. 2018年7月17日閲覧。
4. ↑  “愛知サマーセミナー:::みんなでつくる夢の学校(2016)”. www.samasemi.net. 2018年7月17日閲覧。
5. 1 2 3  “愛知サマーセミナー:::みんなでつくる夢の学校(2017)”. www.samasemi.net. 2018年7月17日閲覧。
6. 1 2  “愛知サマーセミナー:::みんなでつくる夢の学校(2018)”. www.samasemi.net. 2018年12月13日閲覧。
7. ↑  “愛知サマーセミナー:::みんなでつくる夢の学校”. www.samasemi.net. 2018年12月13日閲覧。

### 新聞
1. 1 2  “「私学サマーセミナー」が面白い 来月、名古屋で 職種さまざま28人 市民講師が登場 プロの“技”じっくり”. 中日新聞 朝刊 県内版:  p. 16. (1992年6月28日)
2. ↑  中野祐紀 (2017年7月16日). “益川さん「夢語り合って」 同朋大など サマーセミナー始まる” (日本語). 中日新聞朝刊 県内広域版 (中日新聞社):  p. 19
3. 1 2  “多彩な講座、遊び心もたっぷり “市民学生”熱い学習 「愛知サマーセミナー」”. 中日新聞 朝刊 県内版:  p. 20. (1992年7月24日)
4. 1 2 3  “高校だより 多彩な講師陣 260講座開く 愛知サマーセミナー”. 中日新聞 朝刊 市民総合版:  p. 13. (1992年8月13日)
5. ↑  “200講座、1万人めざし 愛知サマーセミナー 一般からも講師募集”. 中日新聞 朝刊 県内版 (中日新聞社):  p. 18. (1992年5月15日)
6. ↑  “アフリカ救済 草の根運動 全員の缶詰はや1万5千個 150人、汗だくこん包 名古屋の東別院私学関係者が奉仕”. 中日新聞:  p. 18. (1992年8月30日)
7. ↑  “愛の缶詰、33万個に 難民へ向けて 最終仕分け終える”. 中日新聞 朝刊 市民版:  p. 16. (1993年2月7日)
8. ↑  “カラオケ、超能力、大阪弁 こんな授業があったらなあ… 私立高生アンケート やりましょう サマーセミナー 実行委が市民講師を公募”. 中日新聞 朝刊 県内版:  p. 16. (1993年6月6日)
9. 1 2  “平和や環境学ぶ セミナー770講座 19日から名古屋で”. 中日新聞:  p. 18. (2003年7月17日)
10. ↑  “さかなクンが海の生物紹介” (日本語). 中日新聞 朝刊 県内広域:  p. 19. (2009年7月22日)
11. 1 2 3 4  “有名人招きサマーセミナー 名古屋で16日から”. 中日新聞 朝刊 県内総合:  p. 21. (2011年7月14日)
12. ↑  2016年7月17日　中日新聞　朝刊　朝刊なごや東版 10面「父の沖縄戦争　悲惨さ訴え」
13. ↑  2017年7月16日　中日新聞　朝刊　朝刊市民版　18面 「幻の反戦映画　全国で」
14. ↑  “当事者が体験を語る講座　１０人登壇　千種区　／愛知” (日本語). 毎日新聞社. (2018年7月17日) 2018年7月17日閲覧。

### 書籍
1. ↑  寺内義和 2005, p. 316.
2. ↑  第30回愛知サマーセミナーガイドブック　p2
3. 1 2 3 4 5 6  寺内義和 1996, p. 48.
4. ↑  寺内義和 2005, p. 319.
5. ↑  寺内義和 1996, p. 174.
6. ↑  “特別講座紹介”. 愛知サマーセミナー公式サイト. 2019年3月31日閲覧。
7. ↑  “サマセミ2016チラシ（PDF）”.   愛知サマーセミナー実行委員会. 2018年7月16日閲覧。
8. ↑  愛知サマーセミナーパンフレット